# Serie A2 2016-2017 (pallavolo femminile)
La Serie A2 2016-2017 si è svolta dal 16 ottobre 2016 al 10 maggio 2017: al torneo hanno partecipato quattordici squadre di club italiane.

## Regolamento

### Formula
Le squadre hanno disputato un girone all'italiana, con gare di andata e ritorno, per un totale di ventisei giornate; al termine della regular season:
- La prima classificata è promossa in Serie A1.
- Le classificate dal secondo al settimo posto hanno acceduto ai play-off promozione, strutturati in quarti di finale, a cui hanno preso parte solo le formazioni classificate dal quarto al settimo posto, semifinali e finale, tutte giocate al meglio di due vittorie su tre gare: la vincitrice è promossa in Serie A1.
- La dodicesima e la tredicesima classificata hanno acceduto ai play-out (se il distacco tra le due squadre è stato più di quattro punti, questi non vengono disputati e la tredicesima classificata è retrocessa in Serie B1), strutturati in una finale, giocata al meglio di due vittorie su tre gare: la perdente è retrocessa in Serie B1.
- L'ultima classificata è retrocessa in Serie B1[2].

### Criteri di classifica
Se il risultato finale è stato di 3-0 o 3-1 sono stati assegnati 3 punti alla squadra vincente e 0 a quella sconfitta, se il risultato finale è stato di 3-2 sono stati assegnati 2 punti alla squadra vincente e 1 a quella sconfitta.
L'ordine del posizionamento in classifica è stato definito in base a:
- Punti;
- Numero di partite vinte;
- Ratio dei set vinti/persi;
- Ratio dei punti realizzati/subiti.

## Squadre partecipanti
Le squadre neopromosse dalla Serie B1 sono state l'Adolfo Consolini, la Millenium Brescia, il Mondovì e il Volleyrò, vincitrici dei play-off promozione, mentre le squadre retrocesse dalla Serie A1 sono state il Neruda e il San Casciano.
Delle squadre aventi il diritto di partecipazione:
- Il San Casciano è stato ripescato in Serie A1.
- Il Neruda ha acquistato il titolo sportivo dalla LJ ed è stato ammesso in Serie A1; il Neruda ha ceduto il titolo sportivo alla SAB, la quale è stata ammessa in Serie A2.
- Il Volleyrò ha rinunciato all'iscrizione.

Per integrare l'organico delle squadre sono state ripescate il Cisterna e la Lilliput.
| Club              | Stagione | Città                     | Impianto               | Stagione precedente                                       |
| ----------------- | -------- | ------------------------- | ---------------------- | --------------------------------------------------------- |
| Adolfo Consolini  | dettagli | San Giovanni in Marignano | Palazzetto dello Sport | 1ª in Serie B1 (girone B); vincitrice play-off promozione |
| Chieri '76        | dettagli | Chieri                    | PalaMaddalene          | 8ª in Serie A2                                            |
| Cisterna          | dettagli | Cisterna di Latina        | PalaRamadù             | 14ª in Serie A2                                           |
| Filottrano        | dettagli | Filottrano                | PalaBaldinelli         | 5ª in Serie A2; quarti di finale play-off promozione      |
| Golem             | dettagli | Palmi                     | PalaSurace             | 9ª in Serie A2                                            |
| Hermaea           | dettagli | Olbia                     | Geopalace              | 10ª in Serie A2                                           |
| Lilliput          | dettagli | Settimo Torinese          | Palazzetto dello Sport | 12ª in Serie A2                                           |
| Millenium Brescia | dettagli | Brescia                   | Palazzetto dello Sport | 1ª in Serie B1 (girone B); vincitrice play-off promozione |
| Mondovì           | dettagli | Mondovì                   | PalaManera             | 2ª in Serie B1 (girone A); vincitrice play-off promozione |
| Pesaro            | dettagli | Pesaro                    | PalaCampanara          | 4ª in Serie A2; semifinali play-off promozione            |
| SAB               | dettagli | Legnano                   | PalaBorsani            | -                                                         |
| Soverato          | dettagli | Soverato                  | PalaScoppa             | 2ª in Serie A2; semifinali play-off promozione            |
| Trentino Rosa     | dettagli | Trento                    | PalaSanbapolis         | 6ª in Serie A2; finale play-off promozione                |
| VolAlto Caserta   | dettagli | Caserta                   | Palazzetto dello Sport | 7ª in Serie A2; quarti di finale play-off promozione      |

## Torneo

### Regular season

#### Risultati
| Prima giornata |                                |     |                                   |
|                |                                |     |                                   |
| 16-10          | Soverato - SAB                 | 1-3 | 25-16, 23-25, 23-25, 23-25        |
| 16-10          | Pesaro - Cisterna              | 3-0 | 25-16, 25-13, 25-19               |
| 16-10          | Filottrano- Adolfo Consolini   | 3-1 | 25-17, 22-25, 25-23, 25-22        |
| 16-10          | Mondovì - Trentino Rosa        | 1-3 | 8-25, 22-25, 25-18, 15-25         |
| 16-10          | VolAlto Caserta - Hermaea      | 3-2 | 16-25, 25-21, 25-21, 23-25, 15-11 |
| 16-10          | Millenium Brescia - Chieri '76 | 3-0 | 25-15, 25-23, 25-19               |
| 16-10          | Lilliput - Golem               | 3-1 | 25-19, 25-17, 18-25, 25-22        |

| Seconda giornata |                                      |     |                                   |
|                  |                                      |     |                                   |
| 23-10            | Chieri '76 - Soverato                | 3-0 | 25-14, 25-20, 25-19               |
| 23-10            | Golem - Pesaro                       | 0-3 | 25-27, 23-25, 18-25               |
| 23-10            | Cisterna - Filottrano                | 0-3 | 18-25, 22-25, 18-25               |
| 23-10            | Trentino Rosa - VolAlto Caserta      | 3-2 | 22-25, 25-23, 23-25, 25-23, 15-11 |
| 23-10            | Hermaea - Lilliput                   | 2-3 | 25-17, 21-25, 20-25, 25-23, 9-15  |
| 23-10            | Adolfo Consolini - Millenium Brescia | 3-2 | 19-25, 25-17, 27-25, 19-25, 15-9  |
| 23-10            | SAB - Mondovì                        | 3-0 | 25-9, 26-24, 30-28                |

| Terza giornata |                                  |     |                                  |
|                |                                  |     |                                  |
| 30-10          | Soverato - VolAlto Caserta       | 3-0 | 25-18, 25-23, 25-16              |
| 30-10          | Pesaro - Chieri '76              | 3-0 | 25-23, 25-16, 25-19              |
| 30-10          | Filottrano - Golem               | 3-2 | 22-25, 25-16, 25-16, 19-25, 15-8 |
| 30-10          | Trentino Rosa - Adolfo Consolini | 2-3 | 25-20, 20-25, 20-25, 25-22, 9-15 |
| 30-10          | Mondovì - Hermaea                | 1-3 | 25-20, 23-25, 19-25, 23-25       |
| 30-10          | Millenium Brescia - Cisterna     | 3-0 | 25-17, 25-19, 25-18              |
| 30-10          | Lilliput - SAB                   | 3-1 | 27-25, 25-19, 23-25, 25-17       |

| Quarta giornata |                              |     |                                   |
|                 |                              |     |                                   |
| 06-11           | Soverato - Millenium Brescia | 3-2 | 23-25, 25-19, 27-25, 23-25, 16-14 |
| 06-11           | VolAlto Caserta - Pesaro     | 1-3 | 21-25, 21-25, 25-19, 20-25        |
| 06-11           | Mondovì - Filottrano         | 0-3 | 19-25, 19-25, 21-25               |
| 06-11           | Cisterna - Trentino Rosa     | 0-3 | 19-25, 17-25, 15-25               |
| 06-11           | Chieri '76 - SAB             | 3-2 | 21-25, 25-20, 25-22, 18-25, 15-12 |
| 06-11           | Golem - Hermaea              | 2-3 | 25-20, 22-25, 18-25, 25-21, 11-15 |
| 06-11           | Adolfo Consolini - Lilliput  | 3-1 | 25-20, 25-23, 24-26, 25-19        |

| Quinta giornata |                                     |     |                                  |
|                 |                                     |     |                                  |
| 13-11           | Hermaea - Soverato                  | 3-1 | 25-20, 21-25, 26-24, 25-22       |
| 13-11           | Pesaro - Trentino Rosa              | 3-0 | 25-20, 25-19, 25-16              |
| 13-11           | Filottrano - Chieri '76             | 3-0 | 25-22, 25-20, 25-19              |
| 13-11           | Millenium Brescia - VolAlto Caserta | 3-2 | 22-25, 25-20, 20-25, 25-23, 15-9 |
| 13-11           | Golem - Cisterna                    | 3-0 | 25-22, 25-20, 25-21              |
| 13-11           | SAB - Adolfo Consolini              | 3-1 | 25-19, 16-25, 30-28, 25-23       |
| 13-11           | Lilliput - Mondovì                  | 3-0 | 25-21, 25-21, 25-23              |

| Sesta giornata |                            |     |                                   |
|                |                            |     |                                   |
| 20-11          | Soverato - Filottrano      | 1-3 | 18-25, 26-24, 30-32, 20-25        |
| 20-11          | Pesaro - Millenium Brescia | 3-1 | 25-20, 25-21, 23-25, 25-15        |
| 20-11          | Trentino Rosa - Golem      | 3-1 | 21-25, 25-19, 25-22, 25-21        |
| 20-11          | VolAlto Caserta - Lilliput | 1-3 | 22-25, 22-25, 25-21, 21-25        |
| 20-11          | Chieri '76 - Hermaea       | 3-0 | 25-14, 25-16, 25-23               |
| 20-11          | Adolfo Consolini - Mondovì | 2-3 | 26-24, 25-22, 23-25, 22-25, 12-15 |
| 20-11          | Cisterna - SAB             | 3-2 | 24-26, 26-24, 26-24, 19-25, 15-13 |

| Settima giornata |                                |     |                                   |
|                  |                                |     |                                   |
| 27-11            | Cisterna - Soverato            | 0-3 | 23-25, 17-25, 14-25               |
| 27-11            | Mondovì - Pesaro               | 0-3 | 19-25, 18-25, 15-25               |
| 27-11            | Millenium Brescia - Filottrano | 0-3 | 21-25, 17-25, 20-25               |
| 27-11            | Lilliput - Trentino Rosa       | 3-1 | 23-25, 25-19, 25-20, 25-21        |
| 27-11            | SAB - VolAlto Caserta          | 2-3 | 23-25, 25-20, 25-15, 20-25, 13-15 |
| 27-11            | Golem - Chieri '76             | 3-1 | 23-25, 25-20, 25-20, 25-18        |
| 27-11            | Hermaea - Adolfo Consolini     | 3-2 | 22-25, 25-22, 25-27, 25-20, 20-18 |

| Ottava giornata |                               |     |                            |
|                 |                               |     |                            |
| 04-12           | Soverato - Mondovì            | 3-1 | 25-21, 25-22, 23-25, 25-22 |
| 04-12           | Pesaro - SAB                  | 1-3 | 19-25, 25-23, 19-25, 18-25 |
| 04-12           | Filottrano - Lilliput         | 3-0 | 25-15, 25-21, 25-14        |
| 04-12           | Trentino Rosa - Hermaea       | 3-0 | 25-18, 25-19, 25-23        |
| 04-12           | VolAlto Caserta - Cisterna    | 3-0 | 25-19, 25-15, 25-16        |
| 04-12           | Chieri '76 - Adolfo Consolini | 3-0 | 25-18, 25-19, 25-12        |
| 04-12           | Millenium Brescia - Golem     | 1-3 | 22-25, 21-25, 25-20, 21-25 |

| Nona giornata |                            |     |                                   |
|               |                            |     |                                   |
| 07-12         | Lilliput - Soverato        | 1-3 | 25-21, 16-25, 20-25, 16-25        |
| 07-12         | Adolfo Consolini - Pesaro  | 1-3 | 18-25, 28-26, 13-25, 15-25        |
| 07-12         | Filottrano - Trentino Rosa | 3-1 | 25-15, 27-25, 19-25, 25-19        |
| 07-12         | Golem - VolAlto Caserta    | 3-0 | 25-18, 25-21, 25-20               |
| 07-12         | Mondovì - Chieri '76       | 3-2 | 26-24, 26-24, 21-25, 13-25, 15-10 |
| 07-12         | Hermaea - Cisterna         | 1-3 | 25-18, 17-25, 23-25, 23-25        |
| 07-12         | SAB - Millenium Brescia    | 3-0 | 25-17, 25-19, 25-20               |

| Decima giornata |                                    |     |                                   |
|                 |                                    |     |                                   |
| 11-12           | Soverato - Pesaro                  | 3-0 | 25-22, 25-21, 25-15               |
| 11-12           | Hermaea - Filottrano               | 1-3 | 34-32, 14-25, 21-25, 23-25        |
| 10-12           | SAB - Trentino Rosa                | 3-0 | 25-21, 25-15, 25-21               |
| 11-12           | VolAlto Caserta - Adolfo Consolini | 1-3 | 24-26, 26-24, 21-25, 23-25        |
| 11-12           | Cisterna - Chieri '76              | 3-2 | 26-24, 13-25, 25-21, 21-25, 16-14 |
| 11-12           | Golem - Mondovì                    | 3-0 | 25-19, 25-19, 25-15               |
| 11-12           | Lilliput - Millenium Brescia       | 3-1 | 21-25, 25-16, 25-21, 25-19        |

| Undicesima giornata |                              |     |                                   |
|                     |                              |     |                                   |
| 18-12               | Trentino Rosa - Soverato     | 3-1 | 25-23, 25-7, 22-25, 26-24         |
| 18-12               | Pesaro - Lilliput            | 3-0 | 25-14, 25-19, 25-12               |
| 18-12               | Filottrano - SAB             | 3-2 | 21-25, 25-17, 16-25, 27-25, 15-12 |
| 18-12               | Chieri '76 - VolAlto Caserta | 3-2 | 25-18, 25-21, 20-25, 24-26, 15-9  |
| 18-12               | Adolfo Consolini - Golem     | 3-1 | 25-14, 25-19, 11-25, 25-22        |
| 18-12               | Millenium Brescia - Hermaea  | 3-0 | 26-24, 25-17, 25-21               |
| 18-12               | Mondovì - Cisterna           | 3-0 | 25-23, 25-14, 25-20               |

| Dodicesima giornata |                                   |     |                                   |
|                     |                                   |     |                                   |
| 26-12               | Soverato - Golem                  | 3-1 | 25-10, 25-19, 23-25, 25-10        |
| 26-12               | Pesaro - Filottrano               | 1-3 | 20-25, 17-25, 25-15, 23-25        |
| 26-12               | Millenium Brescia - Trentino Rosa | 1-3 | 25-22, 19-25, 20-25, 21-25        |
| 26-12               | VolAlto Caserta - Mondovì         | 2-3 | 25-22, 21-25, 19-25, 25-22, 12-15 |
| 26-12               | Chieri '76 - Lilliput             | 3-0 | 25-21, 25-21, 25-18               |
| 26-12               | SAB - Hermaea                     | 3-2 | 23-25, 25-17, 25-20, 18-25, 15-13 |
| 26-12               | Cisterna - Adolfo Consolini       | 3-2 | 25-19, 28-26, 20-25, 9-25, 15-11  |

| Tredicesima giornata |                              |     |                                   |
|                      |                              |     |                                   |
| 08-01                | Adolfo Consolini - Soverato  | 3-0 | 29-27, 25-19, 25-23               |
| 08-01                | Hermaea - Pesaro             | 0-3 | 13-25, 23-25, 16-25               |
| 08-01                | Filottrano - VolAlto Caserta | 3-0 | 25-19, 25-20, 25-18               |
| 07-01                | Trentino Rosa - Chieri '76   | 2-3 | 25-17, 22-25, 25-22, 17-25, 13-15 |
| 08-01                | Golem - SAB                  | 3-1 | 20-25, 25-16, 25-19, 25-15        |
| 08-01                | Mondovì - Millenium Brescia  | 0-3 | 18-25, 21-25, 25-27               |
| 08-01                | Lilliput - Cisterna          | 3-1 | 25-12, 25-19, 22-25, 25-18        |

| Quattordicesima giornata |                                |     |                                   |
|                          |                                |     |                                   |
| 15-01                    | SAB - Soverato                 | 3-0 | 25-20, 25-23, 25-22               |
| 15-01                    | Cisterna - Pesaro              | 0-3 | 19-25, 23-25, 20-25               |
| 15-01                    | Adolfo Consolini - Filottrano  | 0-3 | 23-25, 21-25, 18-25               |
| 15-01                    | Trentino Rosa - Mondovì        | 3-1 | 25-22, 25-15, 24-26, 25-15        |
| 15-01                    | Hermaea - VolAlto Caserta      | 3-2 | 21-25, 25-20, 22-25, 25-19, 19-17 |
| 15-01                    | Chieri '76 - Millenium Brescia | 1-3 | 25-19, 15-25, 20-25, 17-25        |
| 15-01                    | Golem - Lilliput               | 2-3 | 16-25, 25-23, 25-23, 22-25, 6-15  |

| Quindicesima giornata |                                      |     |                                   |
|                       |                                      |     |                                   |
| 22-01                 | Soverato - Chieri '76                | 3-2 | 25-16, 16-25, 25-23, 22-25, 15-11 |
| 22-01                 | Pesaro - Golem                       | 3-0 | 25-11, 25-18, 25-9                |
| 22-01                 | Filottrano - Cisterna                | 3-0 | 25-14, 25-18, 25-12               |
| 22-01                 | VolAlto Caserta - Trentino Rosa      | 1-3 | 23-25, 25-22, 16-25, 20-25        |
| 22-01                 | Lilliput - Hermaea                   | 3-0 | 25-22, 25-22, 25-20               |
| 22-01                 | Millenium Brescia - Adolfo Consolini | 3-0 | 25-17, 25-15, 25-19               |
| 22-01                 | Mondovì - SAB                        | 0-3 | 19-25, 17-25, 23-25               |

| Sedicesima giornata |                                  |     |                                   |
|                     |                                  |     |                                   |
| 29-01               | VolAlto Caserta - Soverato       | 2-3 | 26-24, 20-25, 25-20, 19-25, 5-15  |
| 29-01               | Chieri '76 - Pesaro              | 1-3 | 19-25, 25-23, 25-27, 22-25        |
| 29-01               | Golem - Filottrano               | 1-3 | 18-25, 25-22, 22-25, 22-25        |
| 29-01               | Adolfo Consolini - Trentino Rosa | 3-1 | 18-25, 25-17, 25-23, 25-20        |
| 29-01               | Hermaea - Mondovì                | 1-3 | 26-28, 24-26, 25-20, 19-25        |
| 29-01               | Cisterna - Millenium Brescia     | 1-3 | 25-20, 17-25, 24-26, 17-25        |
| 28-01               | SAB - Lilliput                   | 3-2 | 25-22, 26-28, 23-25, 25-19, 15-13 |

| Diciassettesima giornata |                              |     |                                   |
|                          |                              |     |                                   |
| 05-02                    | Millenium Brescia - Soverato | 0-3 | 21-25, 19-25, 17-25               |
| 05-02                    | Pesaro - VolAlto Caserta     | 3-1 | 17-25, 25-12, 25-22, 25-20        |
| 05-02                    | Filottrano - Mondovì         | 3-1 | 25-18, 25-22, 24-26, 25-12        |
| 05-02                    | Trentino Rosa - Cisterna     | 3-0 | 25-22, 25-16, 25-18               |
| 05-02                    | SAB - Chieri '76             | 2-3 | 25-17, 22-25, 32-30, 20-25, 10-15 |
| 05-02                    | Hermaea - Golem              | 3-0 | 25-17, 25-20, 25-23               |
| 05-02                    | Lilliput - Adolfo Consolini  | 2-3 | 25-23, 25-21, 20-25, 22-25, 10-15 |

| Diciottesima giornata |                                     |     |                                   |
|                       |                                     |     |                                   |
| 12-02                 | Soverato - Hermaea                  | 1-3 | 25-21, 21-25, 22-25, 19-25        |
| 12-02                 | Trentino Rosa - Pesaro              | 3-1 | 16-25, 28-26, 25-21, 25-13        |
| 12-02                 | Chieri '76 - Filottrano             | 2-3 | 15-25, 25-19, 27-25, 20-25, 8-15  |
| 12-02                 | VolAlto Caserta - Millenium Brescia | 0-3 | 19-25, 23-25, 18-25               |
| 11-02                 | Cisterna - Golem                    | 2-3 | 26-24, 24-26, 14-25, 27-25, 12-15 |
| 12-02                 | Adolfo Consolini - SAB              | 0-3 | 19-25, 22-25, 32-34               |
| 12-02                 | Mondovì - Lilliput                  | 0-3 | 22-25, 21-25, 9-25                |

| Diciannovesima giornata |                            |     |                                   |
|                         |                            |     |                                   |
| 19-02                   | Filottrano - Soverato      | 2-3 | 25-19, 25-23, 22-25, 22-25, 10-15 |
| 19-02                   | Millenium Brescia - Pesaro | 0-3 | 18-25, 15-25, 19-25               |
| 19-02                   | Golem - Trentino Rosa      | 3-1 | 17-25, 25-16, 25-22, 25-23        |
| 19-02                   | Lilliput - VolAlto Caserta | 1-3 | 25-11, 22-25, 22-25, 20-25        |
| 19-02                   | Hermaea - Chieri '76       | 2-3 | 25-19, 21-25, 25-18, 15-25, 13-15 |
| 19-02                   | Mondovì - Adolfo Consolini | 3-2 | 25-21, 20-25, 22-25, 25-21, 15-12 |
| 18-02                   | SAB - Cisterna             | 3-0 | 25-15, 25-23, 25-18               |

| Ventesima giornata |                                |     |                                   |
|                    |                                |     |                                   |
| 26-02              | Soverato - Cisterna            | 3-0 | 25-14, 25-18, 25-14               |
| 26-02              | Pesaro - Mondovì               | 3-0 | 25-19, 25-15, 25-18               |
| 26-02              | Filottrano - Millenium Brescia | 3-1 | 25-20, 25-23, 18-25, 27-25        |
| 26-02              | Trentino Rosa - Lilliput       | 3-2 | 25-27, 27-25, 21-25, 25-10, 15-13 |
| 26-02              | VolAlto Caserta - SAB          | 1-3 | 23-25, 25-22, 12-25, 23-25        |
| 26-02              | Chieri '76 - Golem             | 3-0 | 25-20, 25-22, 25-18               |
| 26-02              | Adolfo Consolini - Hermaea     | 3-1 | 22-25, 25-19, 25-20, 33-31        |

| Ventunesima giornata |                               |     |                            |
|                      |                               |     |                            |
| 05-03                | Mondovì - Soverato            | 0-3 | 19-25, 15-25, 22-25        |
| 05-03                | SAB - Pesaro                  | 0-3 | 24-26, 23-25, 23-25        |
| 05-03                | Lilliput - Filottrano         | 1-3 | 16-25, 19-25, 25-21, 24-26 |
| 05-03                | Hermaea - Trentino Rosa       | 3-0 | 26-24, 25-20, 25-17        |
| 04-03                | Cisterna - VolAlto Caserta    | 0-3 | 15-25, 20-25, 21-25        |
| 04-03                | Adolfo Consolini - Chieri '76 | 3-0 | 25-19, 25-18, 26-24        |
| 12-03                | Golem - Millenium Brescia     | 3-1 | 25-27, 25-19, 25-21, 25-15 |

| Ventiduesima giornata |                            |     |                                   |
|                       |                            |     |                                   |
| 19-03                 | Soverato - Lilliput        | 3-0 | 28-26, 25-15, 25-17               |
| 19-03                 | Pesaro - Adolfo Consolini  | 3-0 | 25-21, 25-22, 25-15               |
| 19-03                 | Trentino Rosa - Filottrano | 3-2 | 25-21, 25-19, 19-25, 14-25, 19-17 |
| 19-03                 | VolAlto Caserta - Golem    | 1-3 | 16-25, 25-19, 15-25, 22-25        |
| 19-03                 | Chieri '76 - Mondovì       | 3-2 | 23-25, 25-14, 30-32, 27-25, 21-19 |
| 19-03                 | Cisterna - Hermaea         | 0-3 | 21-25, 21-25, 16-25               |
| 19-03                 | Millenium Brescia - SAB    | 3-1 | 26-24, 18-25, 25-16, 25-18        |

| Ventitreesima giornata |                                    |     |                                   |
|                        |                                    |     |                                   |
| 26-03                  | Pesaro - Soverato                  | 2-3 | 25-18, 21-25, 27-25, 23-25, 16-18 |
| 26-03                  | Filottrano - Hermaea               | 3-0 | 25-13, 25-23, 25-13               |
| 26-03                  | Trentino Rosa - SAB                | 2-3 | 25-15, 23-25, 25-21, 13-25, 8-15  |
| 26-03                  | Adolfo Consolini - VolAlto Caserta | 3-1 | 28-26, 20-25, 25-20, 25-20        |
| 26-03                  | Chieri '76 - Cisterna              | 3-0 | 26-24, 25-23, 25-13               |
| 26-03                  | Mondovì - Golem                    | 1-3 | 18-25, 22-25, 25-23, 28-30        |
| 26-03                  | Millenium Brescia - Lilliput       | 3-1 | 21-25, 25-12, 25-14, 25-20        |

| Ventiquattresima giornata |                              |     |                            |
|                           |                              |     |                            |
| 02-04                     | Soverato - Trentino Rosa     | 3-0 | 25-17, 25-19, 25-23        |
| 02-04                     | Lilliput - Pesaro            | 1-3 | 14-25, 17-25, 25-14, 17-25 |
| 02-04                     | SAB - Filottrano             | 3-0 | 25-21, 25-21, 27-25        |
| 02-04                     | VolAlto Caserta - Chieri '76 | 3-0 | 25-19, 25-19, 25-23        |
| 02-04                     | Golem - Adolfo Consolini     | 1-3 | 25-22, 22-25, 20-25, 21-25 |
| 02-04                     | Hermaea - Millenium Brescia  | 1-3 | 25-21, 20-25, 19-25, 21-25 |
| 02-04                     | Cisterna - Mondovì           | 0-3 | 22-25, 22-25, 18-25        |

| Venticinquesima giornata |                                   |     |                                  |
|                          |                                   |     |                                  |
| 09-04                    | Golem - Soverato                  | 3-2 | 24-26, 25-23, 17-25, 25-23, 15-9 |
| 09-04                    | Filottrano - Pesaro               | 1-3 | 25-21, 17-25, 22-25, 20-25       |
| 09-04                    | Trentino Rosa - Millenium Brescia | 3-1 | 16-25, 28-26, 25-21, 25-15       |
| 09-04                    | Mondovì - VolAlto Caserta         | 0-3 | 24-26, 20-25, 23-25              |
| 11-04                    | Lilliput - Chieri '76             | 1-3 | 17-25, 25-22, 23-25, 22-25       |
| 05-04                    | Hermaea - SAB                     | 1-3 | 19-25, 9-25, 25-16, 20-25        |
| 09-04                    | Adolfo Consolini - Cisterna       | 3-0 | 25-9, 25-13, 25-20               |

| Ventiseiesima giornata |                              |     |                                   |
|                        |                              |     |                                   |
| 15-04                  | Soverato - Adolfo Consolini  | 3-0 | 25-20, 25-20, 25-19               |
| 15-04                  | Pesaro - Hermaea             | 3-0 | 25-14, 25-11, 25-16               |
| 15-04                  | VolAlto Caserta - Filottrano | 0-3 | 14-25, 24-26, 13-25               |
| 15-04                  | Chieri '76 - Trentino Rosa   | 1-3 | 22-25, 22-25, 25-17, 23-25        |
| 15-04                  | SAB - Golem                  | 3-1 | 25-23, 24-26, 26-24, 25-11        |
| 15-04                  | Millenium Brescia - Mondovì  | 3-2 | 25-11, 25-20, 17-25, 21-25, 15-13 |
| 15-04                  | Cisterna - Lilliput          | 0-3 | 23-25, 21-25, 19-25               |

#### Classifica
| Pos. | Squadra              | Pt | G  | V  | P  | SV | SP | Ratio | PF    | PS    | Ratio |
| ---- | -------------------- | -- | -- | -- | -- | -- | -- | ----- | ----- | ----- | ----- |
| 1.   | Filottrano           | 65 | 26 | 22 | 4  | 71 | 27 | 2,629 | 2 316 | 2 004 | 1,155 |
| 2.   | Pesaro               | 64 | 26 | 21 | 5  | 68 | 22 | 3,090 | 2 144 | 1 786 | 1,200 |
| 3.   | SAB                  | 53 | 26 | 17 | 9  | 64 | 39 | 1,641 | 2 360 | 2 200 | 1,072 |
| 4.   | Soverato             | 47 | 26 | 17 | 9  | 58 | 40 | 1,450 | 2 252 | 2 077 | 1,084 |
| 5.   | Trentino Rosa        | 45 | 26 | 15 | 11 | 55 | 48 | 1,145 | 2 277 | 2 220 | 1,035 |
| 6.   | Adolfo Consolini     | 40 | 26 | 13 | 13 | 50 | 52 | 0,961 | 2 267 | 2 280 | 0,994 |
| 7.   | Millenium Brescia    | 39 | 26 | 13 | 13 | 50 | 48 | 1,041 | 2 169 | 2 137 | 1,014 |
| 8.   | Chieri '76           | 37 | 26 | 13 | 13 | 51 | 52 | 0,980 | 2 258 | 2 224 | 1,015 |
| 9.   | Lilliput             | 37 | 26 | 12 | 14 | 49 | 52 | 0,942 | 2 187 | 2 236 | 0,978 |
| 10.  | Golem                | 37 | 26 | 12 | 14 | 49 | 53 | 0,924 | 2 205 | 2 262 | 0,974 |
| 11.  | Hermaea              | 28 | 26 | 9  | 17 | 41 | 60 | 0,683 | 2 159 | 2 300 | 0,938 |
| 12.  | VolAlto Caserta (-1) | 24 | 26 | 7  | 19 | 41 | 62 | 0,661 | 2 172 | 2 332 | 0,931 |
| 13.  | Mondovì              | 19 | 26 | 7  | 19 | 31 | 66 | 0,469 | 2 025 | 2 285 | 0,886 |
| 14.  | Cisterna             | 10 | 26 | 4  | 22 | 16 | 73 | 0,219 | 1 701 | 2 149 | 0,791 |

      Promossa in Serie A1.
      Qualificata alle semifinali play-off scudetto.
      Qualificata ai quarti di finale play-off scudetto.
      Retrocessa in Serie B1.
Note:
La VolAlto Caserta ha scontato 1 punto di penalizzazione.

### Play-off promozione

#### Tabellone
|  | Quarti di finale | Quarti di finale  | Quarti di finale | Quarti di finale |  |  | Semifinali | Semifinali    | Semifinali | Semifinali | Semifinali |  |   | Finale | Finale | Finale | Finale | Finale |
|  |                  |                   |                  |                  |  |  |            |               |            |            |            |  |   |        |        |        |        |        |
|  |                  |                   |                  |                  |  |  | 2          | Pesaro        | 3          | 3          |            |  |   |        |        |        |        |        |
|  |                  |                   |                  |                  |  |  | 2          | Pesaro        | 3          | 3          |            |  |   |        |        |        |        |        |
|  |                  |                   |                  |                  |  |  | 5          | Trentino Rosa | 0          | 0          |            |  |   |        |        |        |        |        |
|  | 5                | Trentino Rosa     | 0                | 3                |  |  | 5          | Trentino Rosa | 0          | 0          |            |  |   |        |        |        |        |        |
|  | 5                | Trentino Rosa     | 0                | 3                |  |  |            |               |            |            |            |  |   |        |        |        |        |        |
|  | 6                | Adolfo Consolini  | 3                | 1                |  |  |            |               |            |            |            |  |   |        |        |        |        |        |
|  | 6                | Adolfo Consolini  | 3                | 1                |  |  |            |               |            |            |            |  | 2 | Pesaro | 3      | 3      |        |        |
|  |                  |                   |                  |                  |  |  |            |               |            |            |            |  | 2 | Pesaro | 3      | 3      |        |        |
|  |                  |                   |                  |                  |  |  |            |               |            |            |            |  |   | 3      | SAB    | 0      | 0      |        |
|  |                  |                   |                  |                  |  |  |            |               |            |            |            |  |   | 3      | SAB    | 0      | 0      |        |
|  |                  |                   |                  |                  |  |  |            |               |            |            |            |  |   |        |        |        |        |        |
|  |                  |                   |                  |                  |  |  |            |               |            |            |            |  |   |        |        |        |        |        |
|  |                  |                   |                  |                  |  |  | 3          | SAB           | 3          | 3          |            |  |   |        |        |        |        |        |
|  |                  |                   |                  |                  |  |  | 3          | SAB           | 3          | 3          |            |  |   |        |        |        |        |        |
|  |                  |                   |                  |                  |  |  | 7          | Soverato      | 0          | 0          |            |  |   |        |        |        |        |        |
|  | 4                | Soverato          | 3                | 3                |  |  | 7          | Soverato      | 0          | 0          |            |  |   |        |        |        |        |        |
|  | 4                | Soverato          | 3                | 3                |  |  |            |               |            |            |            |  |   |        |        |        |        |        |
|  | 7                | Millenium Brescia | 1                | 1                |  |  |            |               |            |            |            |  |   |        |        |        |        |        |
|  | 7                | Millenium Brescia | 1                | 1                |  |  |            |               |            |            |            |  |   |        |        |        |        |        |

#### Risultati

##### Quarti di finale
| Gara 1 |                                  |     |                            |
|        |                                  |     |                            |
| 18-04  | Soverato - Millenium Brescia     | 3-1 | 25-16, 22-25, 25-23, 25-22 |
| 18-04  | Trentino Rosa - Adolfo Consolini | 0-3 | 17-25, 19-25, 18-25        |

| Gara 2 |                                  |     |                            |
|        |                                  |     |                            |
| 21-04  | Millenium Brescia - Soverato     | 1-3 | 19-25, 25-20, 14-25, 17-25 |
| 21-04  | Adolfo Consolini - Trentino Rosa | 1-3 | 18-25, 25-19, 21-25, 15-25 |

| Gara 3 |                                  |     |                     |
|        |                                  |     |                     |
| 23-04  | Trentino Rosa - Adolfo Consolini | 3-0 | 25-14, 25-22, 25-20 |

##### Semifinali
| Gara 1 |                        |     |                     |
|        |                        |     |                     |
| 25-04  | Pesaro - Trentino Rosa | 3-0 | 25-20, 25-16, 25-16 |
| 25-04  | SAB - Soverato         | 3-0 | 25-22, 25-23, 25-23 |

| Gara 2 |                        |     |                     |
|        |                        |     |                     |
| 30-04  | Trentino Rosa - Pesaro | 0-3 | 17-25, 21-25, 22-25 |
| 30-04  | Soverato - SAB         | 0-3 | 23-25, 18-25, 20-25 |

##### Finale
| Gara 1 |              |     |                     |
|        |              |     |                     |
| 07-05  | Pesaro - SAB | 3-0 | 25-21, 25-21, 25-19 |

| Gara 2 |              |     |                     |
|        |              |     |                     |
| 10-05  | SAB - Pesaro | 0-3 | 22-25, 17-25, 21-25 |

## Statistiche
| Rendimento individuale | Rendimento individuale | Rendimento individuale | Rendimento individuale |
| Pos.                   | Nome                   | Punti                  | Squadra                |
| ---------------------- | ---------------------- | ---------------------- | ---------------------- |
| 1                      | Camilla Mingardi       | 502                    | SAB                    |
| 2                      | Costanza Manfredini    | 471                    | Soverato               |
| 3                      | Giulia Angelina        | 462                    | Hermaea                |
| 4                      | Tereza Vanžurová       | 436                    | Filottrano             |
| 5                      | Erblira Bici           | 426                    | Mondovì                |
| 6                      | Elena Koleva           | 418                    | Chieri '76             |
| 7                      | Ramona Aricò           | 393                    | Trentino Rosa          |
| 8                      | Giulia Saguatti        | 389                    | Adolfo Consolini       |
| 9                      | Gloria Baldi           | 376                    | Millenium Brescia      |
| 10                     | Amanda Coneo           | 374                    | SAB                    |

NB: I dati sono riferiti esclusivamente alla regular season.